# 达维德·舒马赫
达维德·舒马赫（德語：David Schumacher，2001年10月23日—）是德国的赛车手，也是一级方程式赛车车手拉尔夫·舒马赫的儿子、7届一级方程式世界冠军迈克尔·舒马赫的侄子，米克·舒马赫的堂弟。